# Радио Бела Црква
Радио Бела Црква је локална радио-станица која емитује програм на територији Беле Цркве и околине. Поред програма на српском језику, станица емитује и програме на језицима мањина: чешком, ромском, мађарском и румунском. 

## Историјат
Радио Бела Црква је са емитовањем програма започео 1996. године, као део УКД "Центар за културу Бела Црква". Општина Бела Црква током 2001. године оснива Јавно информативно предузеће "БЦ Инфо" у оквиру којег радио наставља са емитовањем програма на фреквенцији од 102 MHz.  Дана 4. септембра 2008. године, станици је додељена фреквенција 92,4 MHz, на којој и данас емитује. Током 2015. године, радио-станица је приватизована и од тада функционише као Информативно предузеће "БЦ Инфо". 

## Програм на језицима мањина
Програм се емитује како на српском, тако и на језицима националних мањина – на чешком, ромском, мађарском и румунском језику. Куриозитет је чињеница да се емисија на чешком језику „Крајанка“ емитује од самог почетка, као још један у низу доприноса развоју чешке националне мањине која је најбројнија у општини Бела Црква, као и емисија на ромском језику „Романо Суно“ коју уређује и води Зоран Рашковић, која се емитује још од 1999. године.

## Фреквенција и покривеност
Одлуком РРА (Републичке радиодифузне агенције) од 4. септембра 2008. године, станици је додељена фреквенција 92,4 MHz у оквиру зоне покривања ЛР216 Бела Црква.
| Емитер           | Фреквенција | Покривеност          | Интернет радио                                               |
| ---------------- | ----------- | -------------------- | ------------------------------------------------------------ |
| Радио Бела Црква | 92,4 MHz    | Бела Црква и околина | Интернет емитовање Архивирано на веб-сајту (21. јануар 2019) |